# Стейр, Пэт
Пэт Стейр[уточнить] (англ. Pat Steir; род. 1940) ― американская художница и гравюристка.

## Биография
Родилась в Ньюарке в 1940 году. Училась в Институте Пратта в Нью-Йорке (1956–1958). Получила степень бакалавра в области изящных искусств в 1962 году.

## Творчество
Её ранние работы можно с оговорками отнести к концептуальному искусству и минимализму. Наибольшую известность она, однако, получила благодаря свои абстрактными картинами, которые начала писать в 1980-х годах, а также благодаря своим граффити.
Произведения Стейр представлены в художественных выставках по всему миру, в том числе в галерее Тейт в Лондоне, в Бруклинском музее и Новом музее современного искусства в Нью-Йорке, а также во многих странах Европы. Художница была удостоена множества наград за свои работы. Она является учредителем и членом правления крупного книжного магазина Printed Matter в Нью-Йорке, а также стояла у истоков известного феминистского журнала Heresies, первый номер которого был опубликован в 1977 году. Стейр преподавала искусство в Школе дизайна Парсонса, Принстонском университете и Хантер-колледже. На протяжении длительного периода жила и работала в основном в Нью-Йорке, в районе которого ― Гринвич-Виллидж, ― проживает и по сей день.
По состоянию на сентябрь 2016 года работы Стейер представлены в двух отделениях галереи Леви Горви: в Нью-Йорке и Лондоне.

## Выставки
За свою более чем пятидесятилетнюю карьеру Стейр выставлялась в огромном количестве галерей и культурных учреждений как в Америке, так и по всему миру в целом. Персональные выставки проводились в таких заведениях, как галерея Терри Динтенфасса, галерея Макса Протеха, Краун Пойнт Пресс, М. Кнёдлер &amp; Ко., Галерея Виктории Миро, галерея Роберта Миллера, Шейм & Рид, галерея Локс и Леви Горви.
В число избранных музеев и учреждений, которые проводили ретроспективы и выставки её работ, входят: Государственный университет Болл, Галерея искусств Коркоран (1973); Музей Спенсера, Музей современного искусства в Хьюстоне (1983); Бруклинский музей (1984); Художественный музей Цинциннати, Филадельфийский колледж искусств (1985); Музей изобразительных искусств Берн, Новый музей современного искусства, Балтиморский художественный музей (1987); Музей современного искусства Лиона (1990); и Музей Школы Дизайна в Род-Айленде (2010).
Работы Стейр включены в основные фонды музеев по всему миру. Среди них ― Музей Метрополитен (Нью-Йорк); Музей современного искусства, Музей американского искусства Уитни, Музей Соломона Р. Гуггенхейма (Нью-Йорк), Национальная художественная галерея (Вашингтон, округ Колумбия), Галерея Тейт (Лондон), Музей искусств Гонолулу, Арт-центр Уокера, Музей Сан-Франциско современного искусства и Музей современного искусства в Гонолулу.